# Wereldbeker skeleton 2012/2013
De wereldbeker skeleton 2012/2013 (officieel: Viessmann FIBT Bob & Skeleton World Cup 2012/2013) ving aan op 8 november 2012 en eindigde op 16 februari 2012. De competitie werd georganiseerd door de FIBT, gelijktijdig met de wereldbeker bobsleeën.
De competitie omvatte negen wedstrijden in de twee traditionele onderdelen in het skeleton, mannen en vrouwen individueel. Daarnaast werden er wedstrijden georganiseerd voor landenteams welke bestaan uit bobslee- en skeletonruns. De achtste wereldbekerwedstrijd in Igls gold voor de Europese deelnemers tevens als het Europees kampioenschap.
De titel bij de mannen ging het vorige seizoen naar de Let Martins Dukurs. Dukurs verdedigde succesvol zijn wereldbeker, hij won liefst acht van de negen wedstrijden en werd één keer tweede. Bij de vrouwen ging het de Britse titelverdedigster Shelley Rudman minder goed af, ze won één wedstrijd en werd slechts zevende. De Duitse Marion Thees volgde haar op.
Wereldbekerpunten
De eerste 30 in het dagklassement krijgen punten voor het wereldbekerklassement toegekend.
| Klassering = punten                          | Klassering = punten                           | Klassering = punten                               | Klassering = punten                          | Klassering = punten                          | Klassering = punten                          |
| -------------------------------------------- | --------------------------------------------- | ------------------------------------------------- | -------------------------------------------- | -------------------------------------------- | -------------------------------------------- |
| 1e = 225 2e = 210 3e = 200 4e = 192 5e = 184 | 6e = 176 7e = 168 8e = 160 9e = 152 10e = 144 | 11e = 136 12e = 128 13e = 120 14e = 112 15e = 104 | 16e = 96 17e = 88 18e = 80 19e = 74 20e = 68 | 21e = 62 22e = 56 23e = 50 24e = 45 25e = 40 | 26e = 36 27e = 32 28e = 28 29e = 24 30e = 20 |

## Mannen

### Uitslagen
| Datum      | Plaats                           | Eerste         | Tweede              | Derde                |
| ---------- | -------------------------------- | -------------- | ------------------- | -------------------- |
| 08/11/2012 | Lake Placid                      | Martins Dukurs | Tomass Dukurs       | Aleksandr Tretjakov  |
| 17/11/2012 | Park City                        | Martins Dukurs | Alexander Kröckel   | Aleksandr Tretjakov  |
| 24/11/2012 | Whistler Whistler Sliding Centre | Frank Rommel   | Martins Dukurs      | Tomass Dukurs        |
| 07/12/2012 | Winterberg                       | Martins Dukurs | Aleksandr Tretjakov | Christopher Grotheer |
| 14/12/2012 | La Plagne                        | Martins Dukurs | Aleksandr Tretjakov | Tomass Dukurs        |
| 05/01/2013 | Altenberg                        | Martins Dukurs | Alexander Kröckel   | Frank Rommel         |
| 12/01/2013 | Königssee                        | Martins Dukurs | Frank Rommel        | Aleksandr Tretjakov  |
| 19/01/2013 | Igls                             | Martins Dukurs | Aleksandr Tretjakov | Tomass Dukurs        |
| 15/02/2013 | Sotsji                           | Martins Dukurs | Aleksandr Tretjakov | Frank Rommel         |

### Eindstand
| #  | Naam                      | Land | LKP | PKC | WHI | WIN | LPL | ALT | KON | IGL | SOT | Punten |
| -- | ------------------------- | ---- | --- | --- | --- | --- | --- | --- | --- | --- | --- | ------ |
| 1  | Martins Dukurs            | LAT  | 1   | 1   | 2   | 1   | 1   | 1   | 1   | 1   | 1   | 2.010  |
| 2  | Tomass Dukurs             | LAT  | 2   | 4   | 3   | 5   | 3   | 4   | 5   | 3   | 5   | 1.746  |
| 3  | Alexander Kröckel (J)     | GER  | 7   | 2   | 7   | 6   | 5   | 2   | 4   | 9   | 6   | 1.636  |
| 4  | Aleksandr Tretjakov       | RUS  | 3   | 3   | 4   | 2   | 2   | –   | 3   | 2   | 2   | 1.632  |
| 5  | Frank Rommel              | GER  | DSQ | 5   | 1   | 7   | 12  | 3   | 2   | 5   | 3   | 1.499  |
| 6  | Eric Neilson              | CAN  | 16  | 6   | 5   | 8   | 8   | 14  | 8   | 6   | 10  | 1.368  |
| 7  | Kristan Bromley           | GBR  | 6   | 11  | 6   | 4   | 6   | 6   | 18  | 10  | 15  | 1.360  |
| 8  | Christopher Grotheer (J)  | GER  | 15  | 12  | 13  | 3   | –   | 5   | 9   | 7   | 7   | 1.232  |
| 9  | John Daly                 | USA  | 4   | 7   | 19  | 11  | 9   | 20  | 11  | 16  | 4   | 1.214  |
| 10 | Jon Montgomery            | CAN  | 12  | 14  | 12  | 29  | 9   | 9   | 6   | 8   | 12  | 1.160  |
| 11 | John Fairbairn            | CAN  | 11  | 10  | 8   | 18  | 13  | 11  | 15  | 15  | 9   | 1.136  |
| 12 | Matthew Antoine           | USA  | 10  | 9   | 15  | 15  | 7   | –   | 17  | 17  | 11  | 984    |
| 13 | Ed Smith                  | GBR  | 13  | 16  | 18  | 12  | 14  | 10  | 19  | 14  | 14  | 978    |
| 14 | Sergej Tsjoedinov         | RUS  | –   | 8   | 9   | 10  | 4   | –   | 16  | 4   | –   | 936    |
| 15 | Hiroatsu Takahashi        | JPN  | 17  | 13  | 20  | 17  | 11  | 18  | 13  | 12  | 20  | 896    |
| 16 | Ben Sandford              | NZL  | 8   | DNS | 10  | 9   | 20  | 7   | –   | –   | 8   | 852    |
| 17 | Kyle Tress                | USA  | 5   | 20  | 24  | 13  | 15  | 21  | 21  | 19  | 13  | 839    |
| 18 | Matthias Guggenberger     | AUT  | 19  | 18  | 14  | 25  | 21  | 16  | 10  | 18  | 19  | 762    |
| 19 | Maurizio Oioli            | ITA  | 9   | 21  | 11  | 19  | 16  | 13  | 14  | –   | –   | 752    |
| 20 | Raphael Maier (J)         | AUT  | 14  | 22  | 17  | 16  | –   | 15  | 11  | 20  | 18  | 740    |
| 21 | Dominic Parsons           | GBR  | –   | –   | –   | –   | 17  | 12  | 7   | 11  | 15  | 624    |
| 22 | Michael Hoefer            | SUI  | 24  | 22  | 16  | 14  | 22  | –   | 20  | 23  | 24  | 528    |
| 23 | Lukas Kummer              | SUI  | 22  | 26  | 25  | 20  | 23  | –   | 23  | 13  | 23  | 470    |
| 24 | Ander Mirambell           | ESP  | 18  | 17  | 23  | 21  | 25  | –   | 24  | 21  | 26  | 463    |
| 25 | Alexandros Kefalas        | GRE  | 21  | 24  | 27  | 26  | 18  | 22  | –   | –   | 22  | 367    |
| 26 | Giovanni Mulassano        | ITA  | 20  | 24  | 26  | 28  | 24  | –   | 25  | 22  | 25  | 358    |
| 27 | Shinsuke Tayama           | JPN  | 23  | 19  | 21  | 23  | 19  | –   | –   | –   | –   | 310    |
| 28 | Anton Batuev              | RUS  | –   | –   | –   | –   | –   | 8   | –   | –   | 17  | 248    |
| 29 | David Swift               | GBR  | 25  | 15  | 21  | 27  | –   | –   | –   | –   | –   | 238    |
| 30 | Anze Setina               | SLO  | –   | –   | –   | 22  | –   | –   | 22  | 24  | –   | 157    |
| 31 | Silviu Alexandru Mesarosi | ROU  | –   | –   | –   | 24  | –   | 23  | –   | –   | –   | 95     |
| 32 | Alexander Mutovin         | RUS  | –   | –   | –   | –   | –   | 17  | –   | –   | –   | 88     |
| 33 | Dorin Dumitru Velicu      | ROU  | –   | –   | –   | –   | –   | –   | 26  | 25  | –   | 76     |
| 34 | Brad Stewart              | USA  | –   | –   | –   | –   | –   | 19  | –   | –   | –   | 74     |
| 35 | Jarle Johannessen         | NOR  | 26  | 27  | –   | –   | –   | –   | –   | –   | –   | 68     |
| 36 | Yuki Sasahara             | JPN  | –   | –   | –   | –   | –   | –   | –   | –   | 21  | 62     |

 (J) = junior 

## Vrouwen

### Uitslagen
| Datum      | Plaats                           | Eerste            | Tweede                  | Derde             |
| ---------- | -------------------------------- | ----------------- | ----------------------- | ----------------- |
| 08/11/2012 | Lake Placid                      | Sarah Reid        | Mellisa Hollingsworth   | Marion Thees      |
| 16/11/2012 | Park City                        | Katie Uhlaender   | Elizabeth Yarnold       | Anja Huber        |
| 23/11/2012 | Whistler Whistler Sliding Centre | Marion Thees      | Sarah Reid              | Elizabeth Yarnold |
| 07/12/2012 | Winterberg                       | Shelley Rudman    | Anja Huber              | Noelle Pikus-Pace |
| 15/12/2012 | La Plagne                        | Katie Uhlaender   | Sarah Reid Marion Thees | –                 |
| 04/01/2013 | Altenberg                        | Marion Thees      | Katie Uhlaender         | Noelle Pikus-Pace |
| 11/01/2013 | Königssee                        | Noelle Pikus-Pace | Marion Thees            | Anja Huber        |
| 18/01/2013 | Igls                             | Jelena Nikitina   | Noelle Pikus-Pace       | Maria Orlova      |
| 16/02/2013 | Sotsji                           | Noelle Pikus-Pace | Katie Uhlaender         | Anja Huber        |

### Eindstand
| #  | Naam                  | Land | LKP | PKC | WHI | WIN | LPL | ALT | KON | IGL | SOT | Punten |
| -- | --------------------- | ---- | --- | --- | --- | --- | --- | --- | --- | --- | --- | ------ |
| 1  | Marion Thees          | GER  | 3   | 5   | 1   | 9   | 2   | 1   | 2   | 18  | 4   | 1.678  |
| 2  | Anja Huber            | GER  | 8   | 3   | 8   | 2   | 4   | 5   | 3   | 7   | 3   | 1.674  |
| 3  | Katie Uhlaender       | USA  | 5   | 1   | 7   | 21  | 1   | 2   | 9   | 10  | 2   | 1.580  |
| 4  | Elizabeth Yarnold     | GBR  | 9   | 2   | 3   | 4   | 8   | 4   | 11  | 9   | 9   | 1.546  |
| 5  | Sarah Reid            | CAN  | 1   | 11  | 2   | 6   | 2   | 18  | 5   | 4   | –   | 1.413  |
| 6  | Mellisa Hollingsworth | CAN  | 2   | 7   | 5   | 8   | 7   | 19  | 4   | 12  | 14  | 1.396  |
| 7  | Shelley Rudman        | GBR  | 7   | 5   | 9   | 1   | 10  | 16  | 7   | 11  | 13  | 1.393  |
| 8  | Cassie Hawrysh        | CAN  | 11  | 4   | 4   | 7   | 13  | 8   | 14  | 17  | 16  | 1.264  |
| 9  | Michelle Steele       | AUS  | 12  | –   | 14  | 5   | 9   | 10  | 7   | 4   | 8   | 1.240  |
| 10 | Lucy Chaffer          | AUS  | 6   | 8   | 13  | 12  | 5   | 13  | 15  | 13  | 12  | 1.240  |
| 11 | Noelle Pikus-Pace     | USA  | –   | –   | 6   | 3   | –   | 3   | 1   | 2   | 1   | 1.236  |
| 12 | Janine Flock          | AUT  | 15  | 10  | 22  | 11  | 11  | 6   | 10  | 4   | 11  | 1.224  |
| 13 | Maria Orlova          | RUS  | 17  | 17  | 12  | 15  | 12  | –   | 13  | 3   | 7   | 1.024  |
| 14 | Olga Potylitsina      | RUS  | 14  | 18  | 18  | 18  | 6   | –   | 16  | 7   | 6   | 968    |
| 15 | Katharine Eustace     | NZL  | 16  | 14  | 16  | 13  | 15  | 16  | 16  | 16  | 17  | 904    |
| 16 | Donna Creighton       | GBR  | 4   | 11  | 17  | 22  | 19  | 7   | –   | 15  | 19  | 892    |
| 17 | Joska Le Conté        | NED  | 18  | 19  | 11  | 19  | 17  | 15  | 21  | 19  | 21  | 754    |
| 18 | Jelena Nikitina       | RUS  | –   | –   | –   | 10  | –   | –   | 12  | 1   | 5   | 681    |
| 19 | Lelde Priedulēna      | LAT  | 21  | 16  | 20  | 20  | –   | 12  | 20  | 21  | 15  | 656    |
| 20 | Marina Gilardoni      | SUI  | 19  | 20  | 21  | 17  | 16  | –   | 18  | 22  | 20  | 592    |
| 21 | Kathleen Lorenz       | GER  | 10  | 9   | 10  | 16  | –   | –   | –   | –   | –   | 536    |
| 22 | Barbara Hosch         | SUI  | 22  | 22  | 19  | 24  | 20  | –   | 23  | 23  | 22  | 455    |
| 23 | Sophia Griebel        | GER  | –   | –   | –   | –   | –   | –   | 9   | 6   | 14  | 440    |
| 24 | Delia Andrea Ivas     | ROU  | 23  | 23  | –   | 23  | –   | 21  | 22  | 24  | –   | 313    |
| 25 | Kimber Gabrysak       | USA  | 13  | 15  | –   | –   | 18  | –   | –   | –   | –   | 304    |
| 26 | Maria Marinela Mazilu | ROU  | –   | –   | –   | 14  | –   | –   | 11  | –   | –   | 254    |
| 27 | Svetlana Vasiljeva    | RUS  | –   | –   | 14  | –   | –   | 11  | –   | –   | –   | 254    |
| 28 | Olga Nikandrova       | RUS  | 20  | 21  | –   | –   | –   | 14  | –   | –   | –   | 242    |
| 29 | Olga Korobkina        | RUS  | –   | –   | –   | –   | 14  | 20  | –   | –   | –   | 180    |
| 30 | Katharina Heinz       | GER  | –   | –   | –   | –   | –   | –   | –   | –   | 10  | 144    |
| 31 | Melissa Hoar          | AUS  | –   | 13  | –   | –   | –   | –   | –   | –   | –   | 120    |
| 32 | Nozomi Komuro         | JPN  | –   | –   | –   | –   | –   | –   | –   | –   | 18  | 80     |

1986/1987 · 
1987/1988 · 
1988/1989 · 
1989/1990 · 
1990/1991 · 
1991/1992 · 
1992/1993 · 
1993/1994 · 
1994/1995 · 
1995/1996 · 
1996/1997 · 
1997/1998 · 
1998/1999 · 
1999/2000 · 
2000/2001 · 
2001/2002 · 
2002/2003 · 
2003/2004 · 
2004/2005 · 
2005/2006 · 
2006/2007 · 
2007/2008 · 
2008/2009 ·
2009/2010 ·
2010/2011 ·
2011/2012 ·
2012/2013 ·
2013/2014 ·
2014/2015 ·
2015/2016 ·
2016/2017 ·
2017/2018 ·
2018/2019 ·
2019/2020 ·
2020/2021 ·
2021/2022 ·
2022/2023 ·
2023/2024 ·
2024/2025
Alpineskiën ·
Biatlon ·
Bobsleeën ·
Freestyleskiën ·
Langlaufen ·
Noordse combinatie ·
Rodelen ·
Schaatsen (junioren) ·
Schansspringen ·
Shorttrack ·
Skeleton ·
Snowboarden